# Vairaatea
Vairaatea è un atollo appartenente all'arcipelago delle Isole Tuamotu nella Polinesia francese nel pacifico meridionale

## Caratteristiche geografiche
Vairaatea si trova a sud-est dell'arcipelago delle Tuamotu, è un atollo di piccole dimensioni con una laguna chiusa, il che significa che non ha passaggi diretti all'oceano.
Il clima è tropicale oceanico, caldo e umido, con poche variazioni di temperatura durante l'anno.

## Storia e colonizazzione
Fu probabilmente scoperta negli anni 20' dell'Ottocento da Fabian Gottlieb von Bellingshausen, che lo chiamò inizialmente "Barclay de Tolly" in onore del generale russo.
Prima dell'arrivo dei francesi, l'atollo era abitato da pescatori polinesiani.

## Popolazione e Amministrazione
Ha una popolazione di 66 abitanti (Dati del 2007), fa parte del comune di Nukutavake, insieme ad altri atolli più vicini come Nukutuvake e Tureia.

## Economia e risorse
L'economia è simile per quasi tutti gli atolli vicini, quindi si basa pesca, copra e perlifere.
Il turismo è quasi inesistente, a differenza di altri atolli più famosi come Rangiroa o Fakarava.

## Flora e fauna
Vegetazione tipica degli atolli corallini: palme da cocco, alberi del pane e cespugli resistenti alle salsedine.
La laguna e le acque circostanti ospitano diverse specie di pesci tropicali, squali di barriera e molluschi.